# Личности (Рим)
Римляните са жителите на град Рим, столицата на Италия. Това е списък с най-известните от тях.

## Родени в Рим

### Родени преди новата ера
- Марк Антоний (83 пр.н.е. – 30 пр.н.е.), политик
- Катон Млади (95 пр.н.е. – 46 пр.н.е.), политик
- Октавиан Август (63 пр.н.е. – 14), император
- Луций Корнелий Сула (138 пр.н.е. – 78 пр.н.е.), политик
- Тиберий (43 пр.н.е. – 37), император
- Юлий Цезар (100 пр.н.е. – 44 пр.н.е.), политик

### Родени през I – X век
- Адеодат I (?-618), папа
- Адеодат II (?-676), папа
- Адриан II (792 – 872), папа
- Адриан III (?-885), папа
- Арсений Велики (354 – 449), духовник
- Бенедикт I (?-579), папа
- Бенедикт II (?-685), папа
- Бонифаций III (?-607), папа
- Бонифаций Тарски (?-290), мъченик
- Публий Септимий Гета (189 – 211), император
- Григорий I (540 – 604), папа
- Евгений I (?-657), папа
- Луций Елий (101 – 138), император
- Домициан (51 – 96), император
- Йоан III (?-574), папа
- Йоан VIII (?-882), папа
- Климент I (?-98), папа
- Луций I (?-254), папа
- Лъв III (?-816), папа
- Лъв IV (?-855), папа
- Марк Аврелий (121 – 180), император
- Марин I (?-884), папа
- Пелагий I (?-561), папа
- Пелагий II (?-590), папа
- Северин (?-640), папа
- Тит (39 – 81), император
- Урбан I (?-230), папа
- Феликс I (?-274), папа
- Феликс III (?-492), папа
- Целестин I (?-432), папа
- Юлий I (?-352), папа

### Родени през XI-XIX век
- Грегорио Алегри (1582 – 1652), композитор и свещеник
- Гийом Аполинер (1880 – 1918), френски поет
- Джузепе Джоакино Бели (1791 – 1863), поет
- Джовани Батиста Джислени (1600 – 1672), архитект
- Франсоа Жерар (1770 – 1837), френски художник
- Инокентий X (1574 – 1655), папа
- Пиетро Кавалини (1259 – 1330), художник
- Джулио Качини (1551 – 1618), композитор
- Муцио Клементи (1752 – 1832), английски пианист
- Павел V (1550 – 1621), папа
- Пий XII (1876 – 1958), папа
- Бартоломео Пинели (1781 – 1835), художник
- Джон Уилям Уотърхаус (1849 – 1917), британски художник
- Алесандро Фарнезе (1545 – 1592), офицер и политик
- Юлий III (1487 – 1555), папа

### Родени след XIX век
- Енрико Ферми (1901 – 1954), физик
- Роберто Роселини (1906 – 1977), режисьор
- Алберто Моравия (1907 – 1990), писател
- Йоанна Савойска (1907 – 2000), българска царица
- Ремо Джацото (1910 – 1998), музиколог
- Франко Лучентини (1920 – 2002), писател
- Лина Вертмюлер (р. 1926), режисьорка и сценаристка
- Джан Карло Рошони (1927 – 2012), филолог
- Енио Мориконе (р. 1928), композитор
- София Лорен (р. 1934), актриса
- Виторио Стораро (р. 1940), кинооператор
- Даниела Бианки (р. 1942), актриса
- Джорджо Агамбен (р. 1942), философ
- Марио Драги (р. 1947), финансист
- Антонио Менини (р. 1947), духовник
- Джорджо Паризи (р. 1948), физик
- Даниеле Дел Джудиче (1949 – 2021), писател
- Бернардино Дзапони (1927 – 2000), сценарист
- Серджо Кастелито (р. 1953), актьор и режисьор
- Орнела Мути (р. 1955), актриса
- Елио де Анджелис (1958 – 1986), автомобилен състезател
- Джована Амати (р. 1959), автомобилна състезателка
- Алесандра Мартинес (р. 1963), актриса
- Ерос Рамацоти (р. 1963), певец
- Чечилия Бартоли (р. 1966), певица
- Анджело Ди Ливио (р. 1966), футболист
- Лоренцо Флахърти (р. 1967), киноактьор
- Паоло Ди Канио (р. 1968), футболист
- Луиджи ди Биаджо (р. 1971), футболист
- Симона Кавалари (р. 1971), киноактриса
- Джанкарло Физикела (р. 1973), автомобилен състезател
- Ромина Мондело (р. 1974), италианска киноактриса
- Ана Вале (р. 1975), актриса и модел
- Алесандро Неста (р. 1976), футболист
- Фабио Гросо (р. 1977), футболист
- Ноеми (р. 1982), певица
- Алберто Акуилани (р. 1984), футболист
- Джулия Микелини (р. 1985), киноактриса

## Починали в Рим

### Починали преди новата ера
- Тиберий Гракх (163 пр.н.е. – 133 пр.н.е.), политик
- Хораций (65 пр.н.е.-8 пр.н.е.), писател
- Юлий Цезар (100 пр.н.е.-44 пр.н.е.), политик

### Починали през I – II век
- Анаклет I (?-90), папа
- Аникет (?-167), папа
- Вителий (15 – 69), император
- Галба (3 – 69), император
- Дидий Юлиан (133 – 193), император
- Домициан (51 – 96), император
- Елевтерий (?-189), папа
- Луций Елий (101 – 138), император
- Калигула (12 – 41), император
- Клавдий (10 пр.н.е.-54), император
- Климент I (?-98), папа
- Комод (161 – 192), император
- Лин (?-79), папа
- Луций Вер (130 – 169), император
- Валерия Месалина (20 – 48), съпруга на император Клавдий
- Нерон (37 – 68), император
- Октавиан Август (63 пр.н.е.-14), император
- Павел (10 – 67), християнски апостол
- Пертинакс (126 – 193), император
- Петър (?-64), християнски апостол
- Пий I (?-154), папа
- Луций Аней Сенека (4 пр.н.е. – 65), философ
- Сотер (?-174), папа
- Тацит (56 – 117), историк
- Тит (39 – 81), император
- Фотина Самарянка (? – 66), християнска мъченица

### Починали през III – V век
- Анастасий II (папа) (?-498), папа
- Балбин (?-238), император
- Валентиниан III (419 – 455), император
- Гален (129 – 216), лекар
- Геласий I (?-496), папа
- Публий Септимий Гета (189 – 211), император
- Дамас I (305 – 383), папа
- Дионисий (?-268), папа
- Елагабал (203 – 222), император
- Иларий (?-480), папа
- Либерий (?-366), папа
- Либий Север (?-465), император
- Лъв I (390 – 461), папа
- Максенций (278 – 312), император
- Милтиад (?-314), папа
- Непоциан (?-350), император
- Олибрий (?-472), император
- Пупиен (178 – 238), император
- Силвестър I (?-335), папа
- Урбан I (?-230), папа
- Феликс I (?-274), папа
- Феликс III (?-492), папа
- Хигин (папа) (?-140), папа
- Целестин I (?-432), папа
- Юлий I (?-352), папа

### Починали през VI – X век
- Агатон (577 – 681), папа
- Адеодат I (?-618), папа
- Бенедикт I (?-579), папа
- Бенедикт II (?-685), папа
- Бонифаций III (?-607), папа
- Бонифаций IV (550 – 615), папа
- Бонифаций VI (?-896), папа
- Григорий I (540 – 604), папа
- Евгений I (?-657), папа
- Ине (?-726), крал на Уесекс
- Йоан III (?-574), папа
- Йоан V (?-686), папа
- Конон (?-687), папа
- Константин-Кирил Философ (827 – 869), византийски учен
- Пелагий I (?-561), папа
- Пелагий II (?-590), папа
- Сабиниан (?-606), папа
- Северин (?-640), папа
- Сергий I (?-701), папа
- Формоза (816 – 896), папа

### Починали през XI – XV век
- Луций II (?-1145), папа
- Мазачо (1401 – 1428), художник
- Николай II (?-1061), папа
- Николай IV (1227 – 1292), папа
- Павел II (1417 – 1471), папа
- Паскалий II (?-1118), папа
- Йохан Региомонтан (1436 – 1476), немски астроном и математик
- Сикст IV (1414 – 1484), папа
- Урбан II (1042 – 1099), папа
- Целестин II (?-1144), папа

### Починали през XVI – XIX век
- Адриан VI (1459 – 1523), папа
- Александър VII (1599 – 1667), папа
- Фредерик Бастиа (1801 – 1850), френски философ
- Роберто Белармино (1542 – 1621), духовник
- Джузепе Джоакино Бели (1791 – 1863), поет
- Бенедикт XIV (1675 – 1758), папа
- Джовани Лоренцо Бернини (1598 – 1680), скулптор и архитект
- Донато Браманте (1444 – 1514), архитект
- Джордано Бруно (1548 – 1600), учен
- Григорий XIII (1502 – 1585), папа
- Григорий XV (1554 – 1623), папа
- Джовани Батиста Джислени (1600 – 1672), архитект
- Леонар Дюфо (1769 – 1797), френски офицер
- Инокентий X (1574 – 1655), папа
- Инокентий XIII (1655 – 1724), папа
- Климент VII (1478 – 1534), папа
- Климент IX (1600 – 1669), папа
- Климент XIII (1693 – 1769), папа
- Витория Колона (1492 – 1547), поетеса
- Арканджело Корели (1653 – 1713), композитор
- Игнацио Лойола (1491 – 1556), испански духовник
- Лъв X (1459 – 1521), папа
- Лъв XI (1535 – 1606), папа
- Марчело Малпиги (1628 – 1694), лекар
- Микеланджело Буонароти (1475 – 1564), художник
- Павел III (1468 – 1549), папа
- Павел V (1550 – 1621), папа
- Джовани Пиерлуиджи да Палестрина (1525 – 1594), композитор
- Петър Парчевич (1612 – 1674), български духовник
- Бартоломео Пинели (1781 – 1835), художник
- Джовани Пиранези (1729 – 1778), художник и архитект
- Никола Пусен (1594 – 1665), френски художник
- Рафаело Санцио (1483 – 1520), художник
- Хендрик Вогд (1768 – 1839), нидерландски художник
- Урбан VIII (1568 – 1644), папа
- Юлий III (1487 – 1555), папа

### Починали след 1900
- Корадо Алваро (1895 – 1956), писател
- Иван Балабанов (1887 – 1970), български предприемач
- Ингеборг Бахман (1926 – 1973), австрийска поетеса и белетристка
- Лучано Берио (1925 – 2003), композитор
- Мартин Болсам (1919 – 1996), американски актьор
- Масимо Бонтемпели (1878 – 1960), писател
- Гьоц Брифс (1889 – 1974), философ
- Дино Будзати (1906 – 1928), учен
- Грация Деледа (1871 – 1936), писателка
- Елза Де Джорджи (1914 – 1997), актриса
- Карло Джуфре (1928 – 2018), актьор
- Бернардино Дзапони (1927 – 2000), сценарист
- Арнолдо Дзоки (1862 – 1940), скулптор
- Доброслав Йевджевич (1895 – 1962), сръбски политик и партизанин
- Йоан XXIII (1885 – 1963), папа
- Виктор Заславски (1937 – 2009), политолог
- Франческо Косига (1928 – 2010), политик
- Менча Кърничева (1900 – 1964), българска революционерка
- Ламберто Лория (1855 – 1913), етнограф
- Синклер Луис (1885 – 1951), американски писател
- Джулиета Мазина (1921 – 1994), актриса
- Гулиелмо Маркони (1874 – 1937), физик и изобретател
- Иван Михайлов (1896 – 1990), български революционер
- Алберто Моравия (1907 – 1990), писател
- Алдо Моро (1916 – 1978), политик
- Едуард Муни (1882 – 1958), американски духовник
- Клаудия Муцио (1889 – 1936), певица
- Юджийн О'Нийл (1888 – 1953), американски драматург
- Пиеро Пасторе (1903 – 1968), италиански футболист и киноартист
- Асен Пейков (1908 – 1973), български скулптор
- Лазар Младенов (1853 – 1917), български униатски епископ
- Илия Пейков (1911 – 1988), български художник
- Луиджи Пирандело (1867 – 1936), драматург
- Джани Родари (1920 – 1980), писател
- Роберто Роселини (1906 – 1977), режисьор
- Джулиета Симионато (1910 – 2010), певица
- Карло Сфорца (1872 – 1952), политик
- Джузепе Тадеи (1916 – 2010), певец
- Тото (1898 – 1967), актьор
- Федерико Фелини (1920 – 1993), режисьор
- Борис Христов (1914 – 1993), български певец
- Паул Янсен (1926 – 2003), белгийски фармаколог и предприемач

## Други личности, свързани с Рим
- Бернардо Бертолучи (р. 1940), режисьор, живее в града от 1950-те
- Шарл Люсиен Бонапарт (1803 – 1857), френски зоолог, живее в града през 1828 – 1849
- Евгений Босилков (1900 – 1952), български духовник, живее в града през 1927 – 1934
- Ел Греко (1541 – 1616), испански художник, живее в града през 1570-те
- Мориц Корнелис Ешер (1898 – 1972), нидерландски художник, живее в града през 1924 – 1935
- Никола Калипари (1953 – 2005), полицай, работи в града от 1989
- Козма Драчки (1643 – 1702), гръцки духовник, учи в града през 1660 – 1664
- Йоанис Котуниос (1572 – 1657), гръцки учен, учи в града през 1605 – 1613
- Леонардо да Винчи (1452 – 1519), учен и художник, живее в града през 1513 – 1516
- Михаил Люцканов (1909 – 1989), български оперен певец, учи в града през 1927 – 1929
- Валери Петров (1920 – 2014), български писател, работи в посолството през 1947 – 1950
- Вилхелм фон Хумболт (1767 – 1835), пруски учен и дипломат, посланик през 1802 – 1812